# Jakob Friedrich Leclerc

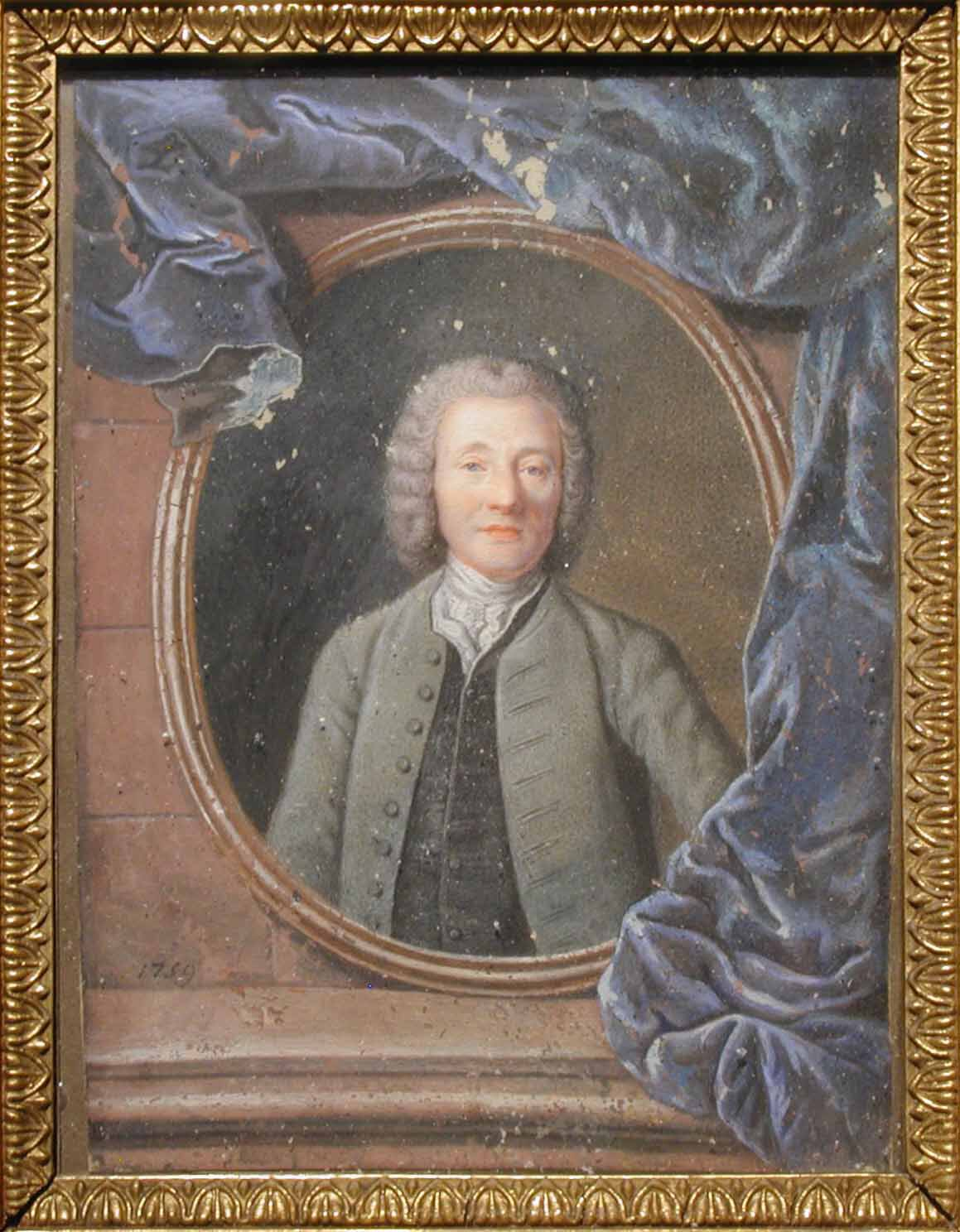
Jakob Friedrich Leclerc, Selbstporträt, Tempera oder Aquarellfarben auf Velin, 1759 (Carnegie Museum of Art)

Jakob Friedrich Leclerc, seltener auch Jakob Friedrich Le Clerc, (* 1717 in London; † 7. Dezember 1794 in Mannheim) war ein britisch-deutscher Maler und Hofmaler in Zweibrücken.

## Leben
Jakob Friedrich Leclerc wurde 1717 in London als Sohn des Malers David Leclerc (1678–1738) und der Anna Christina Cäsar geboren. Seine Jugendjahre verbrachte er in Frankfurt, wo er von seinem Vater ausgebildet wurde.
Im Jahr 1745 brach er zu einem Parisaufenthalt auf. In den folgenden Jahren kam er an den Hof von Christian IV. von Pfalz-Zweibrücken, von dem er zahlreiche Aufträge erhielt. Im Jahr 1754 erfolgte die Anstellung als Kabinettsmaler am Zweibrücker Hof, am 5. Januar 1757 ernannte ihn Christian IV. zum Zweibrücker Hofminiaturmaler.
In den Jahren 1774 bis 1785 lebte er zu Studienzwecken immer wieder in Paris. Im Jahr 1787 erfolgte seine Pensionierung. Fünf Jahre später musste er vor den heranrückenden französischen Revolutionstruppen mit dem Hof Karls II. August von Pfalz-Zweibrücken nach Mannheim fliehen, wo er 1794 starb.

## Familie
Leclerc heiratete in erster Ehe am 12. Oktober 1754 Louisa Christina Crollius (1726–1763), mit der den Sohn Philipp Adolf (1755–1826) und die Tochter Maria Johanna (* 1757) bekam. Nach dem Tod der Frau im Jahr 1763 heiratete er Elisabeth Catharina Gräser.